# Franz Arancibia
Franz Ramón Arancibia Unger (7 de abril de 1967), popularmente conocido como «El Oto», es un exfutbolista chileno que jugaba como delantero. Es hermano de los también exfutbolistas Roque, Leopoldo y Eduardo Arancibia.
En el último tiempo se ha dedicado a dirigir escuelas de fútbol.

## Trayectoria
Hizo sus divisiones inferiores en Universidad Católica y Magallanes. Curiosamente debutó en el fútbol mayor jugando por  Magallanes en un partido contra la misma Universidad Católica en 1984. 
En 1988 juega en el FC Saint Gallen de Suiza. También tuvo un paso por Deportes La Serena en 1990 y en la U. de Chile en 1991. En su debut por el equipo laico, marcó un gol a los 29 segundos de juego ante Deportes Antofagasta en un partido válido por la Primera División de Chile 1991.
En 1992 ficha por Deportes Temuco y juega la Liguilla Libertadores dos veces y una vez la Pre-Liguilla Libertadores, eliminando al subcampeón de la Copa Libertadores de América Universidad Católica (1993 y 1995), además de terminar en 4° lugar en 1995. Tras salvar al conjunto albiverde del descenso en 1996, al año siguiente se traslada a Huachipato.
Para la temporada 1998 vistió los colores de Deportes Puerto Montt, mientras que el primer semestre de 1999 jugó para Everton de la Primera B chilena. La segunda mitad del año, vistió nuevamente la camiseta de Deportes La Serena.
Tras el año 2000 defender a Deportes Antofagasta, se retira del fútbol el año siguiente jugando por Deportes Melipilla. En su carrera profesional anotó 84 goles. Además de "Otto", también fue conocido como "El Hijo del Viento" por su gran velocidad.

## Selección nacional
Participó en la Selección Chilena en 1996, siendo nominado por Xabier Azkargorta tras el gran nivel mostrado en el Campeonato de Primera División de 1995. Jugó un partido ante Bolivia, además de dos partidos ir a la banca.

### Partidos internacionales
| Partidos internacionales | Partidos internacionales | Partidos internacionales                    | Partidos internacionales | Partidos internacionales | Partidos internacionales | Partidos internacionales | Partidos internacionales | Partidos internacionales |  |
| N.º                      | Fecha                    | Estadio                                     | Local                    | Resultado                | Visitante                | Goles                    | DT                       | Competición              |  |
| ------------------------ | ------------------------ | ------------------------------------------- | ------------------------ | ------------------------ | ------------------------ | ------------------------ | ------------------------ | ------------------------ |  |
| 1                        | 4 de febrero de 1996     | Estadio Félix Capriles, Cochabamba, Bolivia | Bolivia                  | 1-1                      | Chile                    |                          | Xabier Azkargorta        | Amistoso                 |  |
| Total                    | Total                    | Total                                       | Presencias               | 1                        | Goles                    | 0                        |                          |                          |  |

| Selección chilena | Selección chilena | Selección chilena |
| Año               | Partidos          | Goles             |
| ----------------- | ----------------- | ----------------- |
| 1996              | 1                 | 0                 |
| Total             | 1                 | 0                 |

## Tras el retiro
Tras su retiro, participó en Pelotón (reality show) de TVN en 2009. Luego de dicha participación, se retiró a su vida privada, dedicándose así a dirigir escuelas de fútbol.

## Clubes
| Club                  | País  | Año       |
| --------------------- | ----- | --------- |
| Magallanes            | Chile | 1984      |
| San Luis              | Chile | 1985-1986 |
| Magallanes            | Chile | 1987-1988 |
| FC St. Gallen         | Suiza | 1988-1989 |
| Magallanes            | Chile | 1989      |
| Deportes La Serena    | Chile | 1990      |
| Universidad de Chile  | Chile | 1991      |
| Deportes Temuco       | Chile | 1992-1996 |
| Huachipato            | Chile | 1997      |
| Deportes Puerto Montt | Chile | 1998      |
| Everton               | Chile | 1999      |
| Deportes La Serena    | Chile | 1999      |
| Deportes Antofagasta  | Chile | 2000      |
| Deportes Melipilla    | Chile | 2001      |

## Trabajos en televisión
| Año       | Programa   | Rol                          | Canal |
| --------- | ---------- | ---------------------------- | ----- |
| 2009-2010 | Pelotón IV | Participante (5.° eliminado) | TVN   |